# Brachythecium chakratense
Brachythecium chakratense är en bladmossart som beskrevs av Jitinder Nath Vohra 1980 [1982. Brachythecium chakratense ingår i släktet gräsmossor, och familjen Brachytheciaceae. Inga underarter finns listade i Catalogue of Life.